# Massillargues-Attuech
Massillargues-Attuech är en kommun i departementet Gard i regionen Occitanien i södra Frankrike. Kommunen ligger i kantonen Anduze som tillhör arrondissementet Alès. År 2022 hade Massillargues-Attuech 669 invånare.

## Befolkningsutveckling
Antalet invånare i kommunen Massillargues-Attuech
Referens:INSEE